# Lethal (US-amerikanische Band)
Lethal ist eine US-amerikanische Power- und Progressive-Metal-Band aus Hebron, Kentucky, die im Jahr 1982 gegründet wurde, sich 1996 auflöste und 2006 wieder zusammenfand.

## Geschichte
Die Band wurde im Jahr 1982 von den Brüdern Eric (E-Gitarre) und Glen Cook (E-Bass) gegründet.  Im Jahr 1984 kam Sänger Tom Mallicoat zur Besetzung. Nachdem die Besetzung im Jahr 1986 durch den Gitarristen Dell Hull und den Schlagzeuger Adrian Powers vervollständigt worden war, folgte 1987 das erste Demo The Arrival, für das es über 2000 Interessenten gab. Nachdem die Band zuerst durch das Demo noch keinen Vertrag erreichen konnte, folgte dann doch im Jahr 1990 das Debütalbum Programmed über das Label Metal Blade Records. Auf dem Album war Jerry Hartman als neuer, aber schon seit fast zwei Jahren eingespielter Schlagzeuger zu hören. Das Debüt wurde von James Palace produziert. Für das Lied Killing Machine wurde zudem mit der Produktion eines Musikvideos begonnen. Da MTV jedoch fand, dass der Titel nicht medientauglich war, wurden die Aufnahmen abgebrochen. Stattdessen wurde ein Video für das Lied Immune erstellt. Die Single für die Radio-Stationen war jedoch weiterhin Killing Machine. Das Album war wider Erwarten wenig erfolgreich, wodurch die Band ihren Vertrag wieder verlor. Nachdem David McElfresh, welcher den nach Kalifornien gezogenen, für Proben anreisenden Hull schließlich im Frühsommer 1992 ersetzte, zur Band gekommen war, schloss sich 1995 die EP Your Favourite God über Bullet Proof Records an. Nach der Veröffentlichung des Albums Poison Seed im Jahr 1996 über Massacre Records, löste sich die Band kurz darauf auf.
Seit Juni 2006 ist die Band wieder aktiv. Im Jahr 2007 spielte die Band in Chicago auf dem Powerfest. Im selben Jahr war die Band zudem auf dem Keep It True vertreten. 2012 erlag Eric Cook einem Krebsleiden. Das Keep It True 2014 ist als eine Tribute- und Abschieds-Show der Band gedacht.

## Stil
Die Gruppe gibt Künstler wie Judas Priest, Iron Maiden und Rush als ihre Einflüsse an. Die Band spielte auf ihrem Debütalbum Programmed progressiven Power Metal, vergleichbar mit den Werken von Queensrÿche oder Crimson Glory. Vor allem Sänger Tom Mallicoat erinnert stark an Geoff Tate. Die Texte sind oft politischer Natur. Diesen Stil setzte die Band auf ihrer EP Your Favorite God fort. Auf Poison Seed bewegte sich die Band weiter vom Queensrÿche-Stil weg und war klanglich nun eher mit Gruppen wie Alice in Chains, Nevermore und Sanctuary vergleichbar.

## Diskografie
- The Arrival (Demo, 1987, Eigenveröffentlichung)
- Programmed (Album, 1990, Metal Blade Records)
- Demo (Demo, 1991, Eigenveröffentlichung)
- Your Favorite God (EP, 1995, Bullet Proof Records)
- Poison Seed (Album, 1996, Massacre Records)